# Рачич, Йован
Йован Рачич (серб. Јован Рачић; родился 8 декабря 1939 года) — югославский футболист, завершивший игровую карьеру, выступал на позиции полузащитника за клуб «Олимпия» и нидерландский АЗ'67.

## Спортивная карьера
В июне 1968 года Рачич подписал контракт с нидерландским клубом АЗ'67 из Алкмара. Ранее полузащитник выступал за команду «Олимпия» из Любляны. Йован был не единственным представителем Югославии в команде, в то же время клуб подписал футболиста Максима Пушича, который до этого играл за «Вележ» из Мостара, но вскоре он покинет АЗ из-за проблем со здоровьем. Рачич дебютировал 28 июля в товарищеском матче с клубом ГВАВ.
В чемпионате Нидерландов Йован впервые сыграл 18 августа против клуба СХС. На 5-й минуте югославский полузащитник начал голевую атаку, которую эффектным ударом завершил Дик Твиск. В конечном итоге «красные» одержали дома победу со счётом 2:0. Рачич сыграл ещё в одном матче сезона — в сентябре против «Твенте».
В 1969 году он покинул команду. По мнению тренера Вима Блокланда, главной проблемой Рачича было общение, так как он говорил только на хорватском и русском языках.

### Комментарии
1. ↑  Также встречаются варианты фамилии Рашич и Расич.